# Brownwood
Brownwood är en stad i den amerikanska delstaten Texas med en yta av 32,6 km² och en folkmängd som uppgår till 20 407 invånare (2005). Brownwood är administrativ huvudort i Brown County.